# Toki o Kakeru Shōjo
A Garota que Conquistou o Tempo (時をかける少女, Toki wo kakeru shôjo) é um filme de animação japonês de 2006 realizado por Mamoru Hosoda. 

## Enredo
Uma adolescente chamada Makoto Kono em seu terceiro ano do ensino médio passa por eventos estranhos até que descobre que ela tem a capacidade de viajar através do tempo. Assustada com seu novo poder e novas experiências Makoto confia em seus amigos Chiaki e Kousuke que inicialmente não acreditam em tal façanha. Com o tempo, ela tenta usá-lo para sua vantagem e como meio de ajudar o presente, mas logo descobre que adulteração do tempo pode levar a grandes consequências.